# Ильин, Виктор Иванович (политик)
Виктор Иванович Ильин (20 июля 1931, село Вышегоры, Западная область — 2001, Николаев) — советский партийный деятель, депутат Верховного Совета УССР 11-го созыва. Член ЦК КПУ (1976—1990).

## Биография
В 1948—1950 годах учился в горном техникуме города Ровеньки Ворошиловградской области. Служил на Черноморском флоте СССР.
В 1955—1958 годах — 2-й секретарь, 1-й секретарь Азовского районного комитета ЛКСМУ Крымской области.
Член КПСС с 1956 года. В 1958—1959 годах — секретарь Крымского областного комитета ЛКСМУ.
В 1959—1967 — председатель колхоза имени Ленина Красногвардейского района Крымской области, тридцатитысячник. Окончил Всесоюзный заочный сельскохозяйственный институт и Высшую партийную школу при ЦК КПСС.
В 1967—1973 годах — председатель исполнительного комитета Красногвардейского районного совета депутатов трудящихся Крымской области; в 1973—1979 — 1-й секретарь Красногвардейского районного комитета КПУ Крымской области; в 1979—1982 — секретарь Крымского областного комитета КПУ. В 1982 году — инспектор ЦК КПУ.
С 6 марта 1982 по 16 декабря 1989 года — председатель исполнительного комитета Николаевского областного совета народных депутатов.
Затем работал директором Николаевской областной ассоциации по производству кормов «Соя».
В начале 1990-х годов возглавлял Николаевскую областную организацию Крестьянского союза, с января 1997 по март 1999 — председатель Николаевской областной организации Аграрной партии Украины, член Высшего совета Аграрной партии. На выборах в Верховную Раду (1998) баллотировался по списку Народной партии.

## Награды
- ордена
- медали
- Почётная грамота Президиума Верховного Совета Украинской ССР[2].